# 環太平洋火山帯

環太平洋火山赤い帯）、青線は海溝。

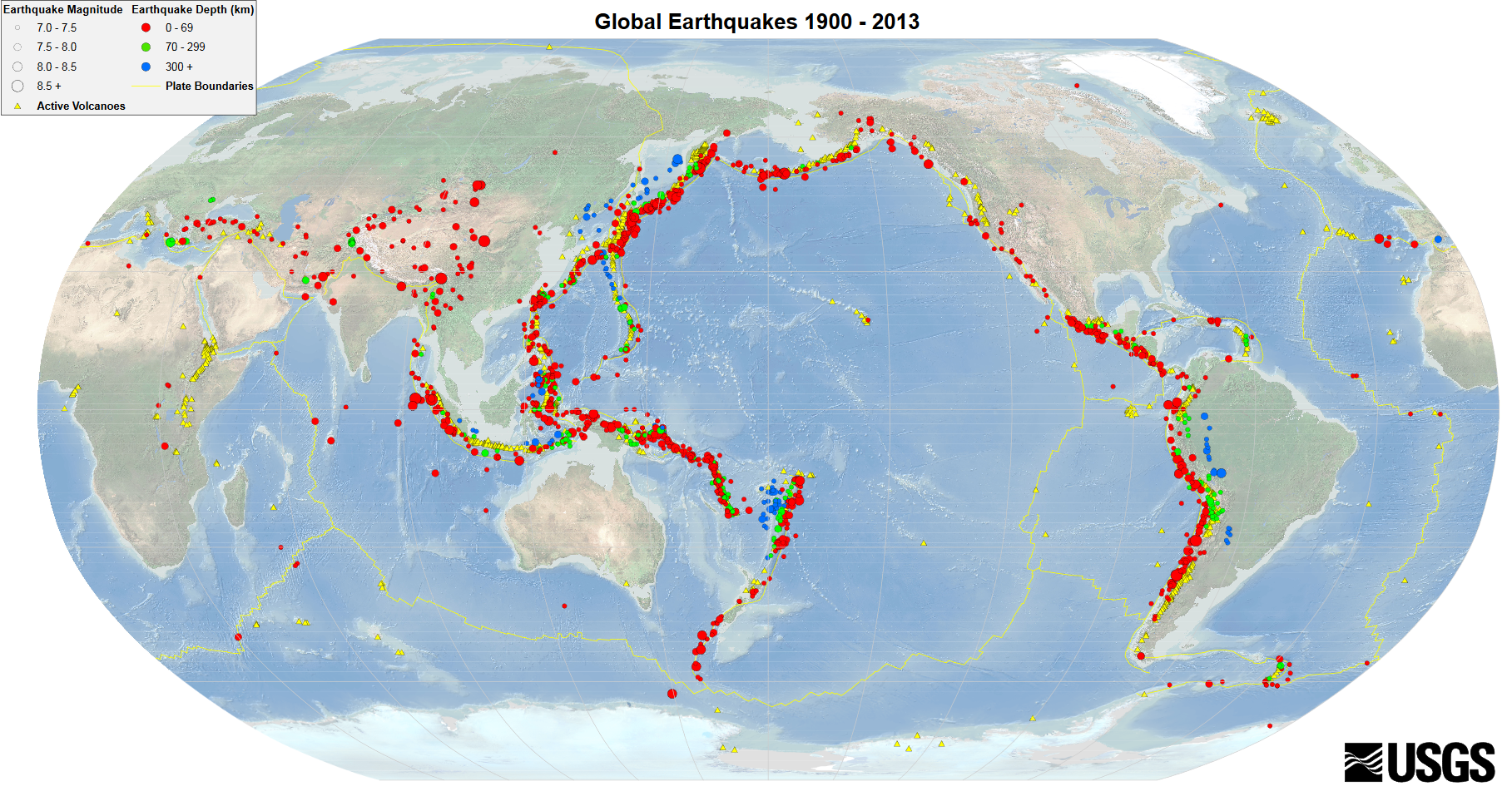
M7以上の地震 (1900-2013)
- 地震 深度 0-69km), : 活火山。

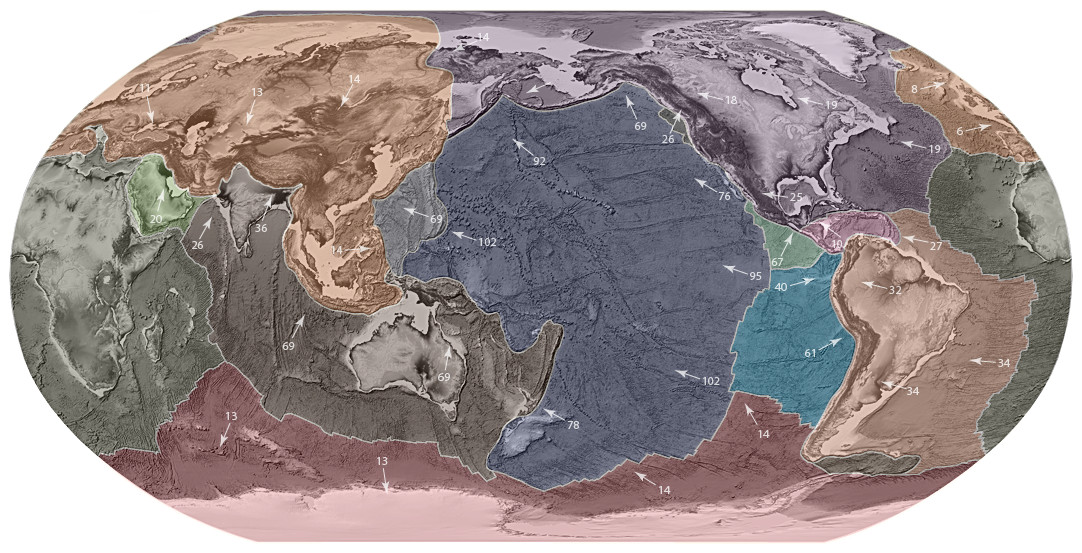
テクトニック・プレートの各地点のアフリカ・プレートに対する動き（mm/年）

環太平洋火山帯（かんたいへいようかざんたい、英: Circum-Pacific belt、Ring of Fire）または環太平洋造山帯（かんたいへいようぞうざんたい）は、太平洋の周囲を取り巻く火山帯のことで、日本列島も含め火山列島や火山群の総称である。環太平洋火山帯には世界の活火山の約6割があり、大・小スンダ列島（インドネシア）と西インド諸島（カリブ諸島）を含めた広義の環太平洋火山帯では世界の8割近くの火山を擁している。
環太平洋火山帯は、アルプス・ヒマラヤ造山帯とともに世界の2大造山帯とも言われる。アルプス・ヒマラヤ造山帯は、環太平洋火山帯ほどではないが地震の多い地域である。しかし火山は少なく褶曲が多い点が異なっている。
和名で環太平洋、英語でRing of Fire（直訳: 火の環）と呼ばれているが、火山帯は閉じた輪では無く、周囲が約4万キロメートルの蹄鉄状である。地球上で発生する地震の約90%、活火山の75%が環太平洋火山帯で発生、点在しており、452の火山が南米大陸の南端から中米・北米を経てベーリング海峡、日本列島、フィリピン諸島、大スンダ列島、ニューギニア島からメラネシア、ニュージーランドへと連なっている。ニュージーランドから南米大陸の南端ティエラ・デル・フエゴにかけては火山の帯が途切れている。
環太平洋火山帯の成因はプレート・テクトニクス理論におけるテクトニック・プレート（岩盤）間の相互作用によるものである。プレート同士が衝突している場所では、海洋プレートの沈み込み現象が起き、海溝を形作っている。火山および地震活動の主な原因がこの沈み込みであり、地球上の海溝の大半が太平洋を取り囲むように続いている。

## プレートの相対的運動

各地のプレート

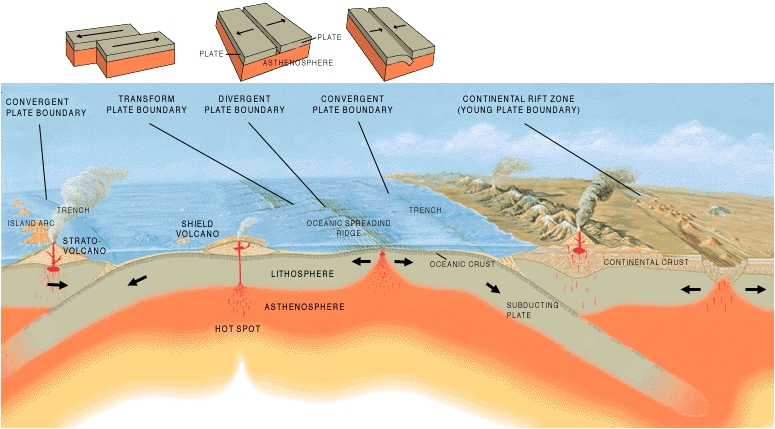
プレートの境界上段左から
横ずれ断層、発散型、収束型

太平洋は地球最大のプレートである太平洋プレートとファン・デ・フカ・プレート、ココス・プレート、ナスカ・プレート、フィリピン海プレートなどの海洋プレート上に位置している。これらの海洋プレート間の境界では、裂けるように離れていく発散型境界や接近し衝突している収束型境界、横ずれの境界である横ずれ断層（トランスフォーム断層）などを形成している。
また、これらの海洋プレートを取り巻くように各大陸プレートが位置しており、それらの境界では衝突（収束型境界）、横ずれ（トランスフォーム断層）の相互作用をしている。
海洋プレート同士が離れていっている発散型境界では、マントルが減圧溶融しマグマとなり噴出し、新しい海底（地殻）を誕生させている。
また主に海洋プレートが大陸プレートに衝突している収束型境界では、重い海洋プレートが沈み込むことにより衝突相手の地殻が巻き込まれ海溝が形成されている。さらに大陸プレート側では地層の褶曲や火山活動などの造山運動が起き、地震の多発地帯となっている。

### 各プレートの相関

プレート境界と地殻運動（黒矢印）
収束型境界 / Convergent boundary
発散型境界 / Divergent boundary
横ずれ断層 / Transform fault
無分類の境界 / boundaries not specified
沈み込み帯 / Subduction zone
造山帯 / Orogeny
ホットスポット / Hotspot

以下に太平洋を囲む大陸プレートを、アメリカ大陸側（東側）とユーラシア大陸側（西側）別に各プレートを北から南へ記述する。大陸プレート名に続く丸括弧（）内には: 対峙する海洋プレート名と境界タイプ、および海溝名である。境界タイプの背景色は、右図「プレート境界と地殻運動」の境界線の配色と同じ。収束型、発散型、横ずれ。
北米大陸（東側）
- 北アメリカ・プレート、（太平洋プレート: 収束型 - アリューシャン海溝、ファン・デ・フカ・プレート: 収束型、ココス・プレート: 横ずれ）
- カリブ・プレート、（ココス・プレート: 収束型 - 中央アメリカ海溝）
- パナマ・プレート、（ココス・プレート: 収束型 - 中央アメリカ海溝）

南米大陸
- 北アンデスプレート、（ナスカ・プレート: 収束型 - コロンビア海溝・エクアドル海溝）
- アルティプラーノ・プレート、（ナスカ・プレート: 収束型 - ペルー海溝）
- 南アメリカ・プレート、（ナスカ・プレート: 収束型 - チリ海溝）

南極プレート、（ナスカ・プレート: 収束型、太平洋プレート: 横ずれ）
東アジア（西側）
- オホーツク・プレート[11]、（太平洋プレート: 収束型 - 日本海溝）
- アムール・プレート[12]、（フィリピン海プレート: 収束型 - 海溝、オホーツク・プレート: 収束型 - 海溝）
- 揚子江プレート・沖縄プレート[12]、（フィリピン海プレート: 収束型 - 海溝）

東南アジア
- スンダ・プレート[12]、（フィリピン海プレート: 収束型 - フィリピン海溝、オーストラリア・プレート: 収束型 - スンダ海溝（ジャワ海溝））
- フィリピン海プレート[13]、（太平洋プレート: 収束型 - マリアナ海溝）
- スンダプレート（フィリピン海プレート: 収束型 - Seram海溝）

オセアニア
ニューギニア、ティモール、スラウェシ島にかけては多くの細かいプレートが複雑に嵌合している。
- オーストラリア・プレート、（太平洋プレート: 収束型 - ニューギニア海溝・ニューブリテン=ブーゲンビル海溝[14]、
- オーストラリア・プレート、（太平洋プレート: 収束型 - ソロモン海溝、ソロモン
- ニューヘブリデスプレート - ニューヘブリデス海溝、フィージー、バヌアツ
- トンガプレート - トンガ海溝 トンガからサモアにかけて、南のケルマデック海溝と合わせトンガ・ケルマデック海溝とも呼ばれる。
- ケルマデック・プレート、（太平洋プレート: 収束型 - ケルマデック海溝、オーストラリア・プレート: 発散型）
- オーストラリア・プレート、（太平洋プレート: 収束型 - プイセギュール海溝 （英語版））[15]

## 海洋底の拡大

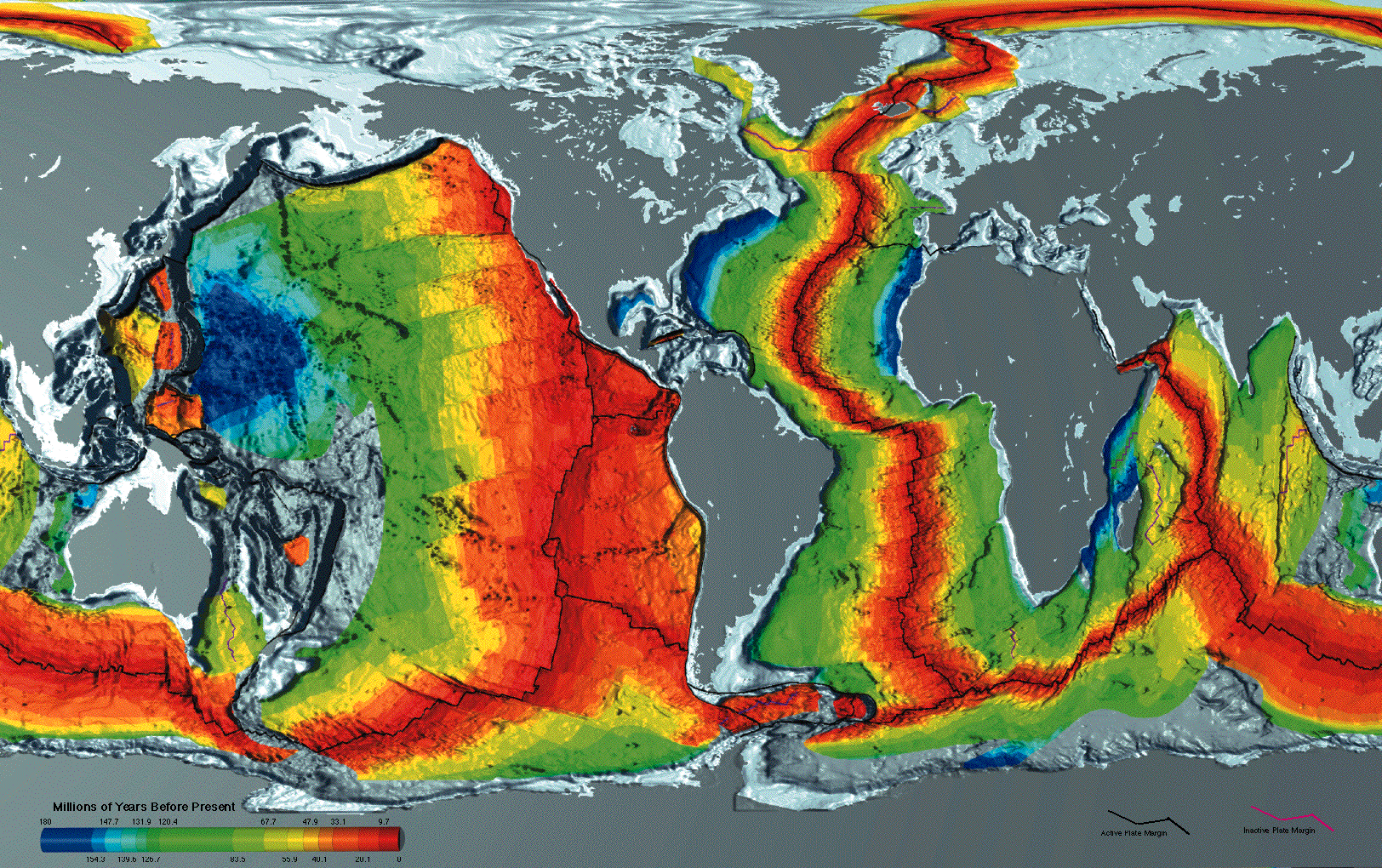
海洋底の形成年代
赤（970万年前以降）の部分が海嶺でマグマが固まり地殻が形成されている所である。紺（1.8億年前から1.543億年前）の部分で他のプレートと衝突し地下へ沈み込んでいる

海底地殻は海嶺で生まれ、年間数cmから10cm移動し海溝へ沈み込んでいる。この海洋プレートの動きそのものが火山帯の形成原因である。プレートの動きの原動力として、海嶺における押し出し（プッシュ）と海溝における引き込み（プル）によるという仮説が立てられている。
海嶺は地球全体では延長約5万キロ（地球の周囲は約4万キロ）の大山脈で、地球における火山活動の約8割は海嶺が占めている。活動も幅があり、北極海嶺やインド洋南西海嶺では年間1cm（百万年Maで10km）、大西洋中央海嶺も小さく年間2cm、東太平洋海嶺では5-6 cmからガラパゴズ海嶺では最大年間16cmの新しい地殻の形成（=海底の動き）がある。「海洋底の形成年代」の図では太平洋は移動の速さから海嶺の両サイドが広く赤くなっているが、他の海嶺では赤の帯は広くない。
東太平洋海嶺（海膨）
太平洋プレートと、（南から）南極プレート、ナスカ・プレート、ココス・プレート、北アメリカ・プレートの4プレートとの境界。
カリフォルニア湾からチリ沖のイースター島付近に繋がっている太平洋の中央海嶺である。ここで生まれた海洋底は1億年以上かけて西進し日本海溝やマリアナ海溝に沈み込んでいる。現在の最も古い海底は、まだ現在の大陸配置になる遥か前のジュラ紀・白亜紀ごろに生まれた海底で、マリアナ海溝の東側の地殻である。
太平洋南極海嶺
太平洋プレートと南極プレートの境界であるが、この二つのプレートはほぼ同じ方向に動いている。しかしながら太平洋プレートは南極プレートの約4倍の速さで動いているため発散境界となり海嶺を形成している。
東太平洋海嶺の続きで南緯55°以南を東西に走る太平洋の「中央海嶺」である。
マリアナ海溝
それぞれ同じ方向（東に向き）に動いている太平洋プレートとフィリピン・プレートの境界であるが、太平洋プレートが約2倍の速さで動いており世界最深のマリアナ海溝が形成されている。

## 火山および地震活動

沈み込み帯における地殻活動

これらの境界の内で二つのプレートが衝突している収束型境界における沈み込み帯では、火山や地震などの地殻運動が活発である。一方で大西洋には太平洋のような大規模な沈み込み帯は存在せず、太平洋周辺のような火山帯・造山帯は形成されていない。重い海洋プレート上の海底堆積物は地中奥深く沈み込んでいる。この水分を含んだ岩石は融解温度が低い為、マントルの一部が融けてマグマとなり上昇し火山活動へとつながり、火山列島や火山群を形成している。また海底堆積物の一部は剥ぎ取られ陸側へ重なり合っている。この部分が付加体であり、日本列島の多くがこの付加体と考えられている。
またプレートの沈み込みにより年間数cmから10cmの歪がプレート間に蓄積されており、ほぼ定期的に大地震が発生し地殻の歪を解消している。
右上図「M7以上の地震 (1900-2013)」において、ほぼ太平洋を囲む形でM7以上の地震（赤丸）や火山（黄色三角）が分布しているが、北アメリカ大陸のカナダからメキシコの北部にかけては、火山はあまり無く地震も比較的少ない。太平洋プレートと南極プレートの境界でも同様に火山・地震とも少ない。これはこれらの境界が衝突ではなく横ずれの動きであるトランスフォーム断層であるためである。

## 範囲
環太平洋火山帯の範囲はニュージーランド列島の南から時計回りにニューギニア、インドネシア、フィリピン、日本列島からカムチャッカ半島アリューシャン列島へと至り、北米、中米、南米の太平洋岸を連なっている。西太平洋では弧状列島、東太平洋では、大陸に付随する山脈を形成している。ニュージーランドの南から南米の南端にかけては顕著な火山の連続は無くなっている。
西太平洋
カムチャツカ半島
千島列島
日本列島
伊豆諸島 - 小笠原諸島 - マリアナ諸島
南西諸島
台湾
フィリピン諸島
大スンダ列島
スマトラ島 - ジャワ島 - ボルネオ島 - スラウェシ島 - 小スンダ列島 - モルッカ諸島
ニューギニア島
メラネシア
ビスマルク諸島 - ソロモン諸島 - ニューヘブリディーズ諸島 - フィジー諸島
ポリネシア
サモア諸島 - トンガ諸島 - ニュージーランド列島
東太平洋
アリューシャン列島
アラスカ半島 - アラスカ山脈
ロッキー山脈 - シエラネバダ山脈
カナダ
ユーコン準州 - ブリティッシュコロンビア州
アメリカ合衆国西海岸
ワシントン州 - オレゴン州 - カリフォルニア州
メキシコ - バハカリフォルニア
中央アメリカ
ガテマラ - エルサルバドル - ホンデュラス - ニカラグア - コスタリカ - パナマ
アンデス山脈
南アメリカ
コロンビア - エクアドル - ペルー - チリ
南極半島
南極横断山脈（参考地形）

## 各地の火山
環太平洋火山帯と名付けられた所以である太平洋を取り囲む如くに火山が連なっているが、火山の分布は一定では無く、かなりの疎密がある。前述のようにニュージーランド列島の南から南アメリカ大陸の南端ホーン岬にかけての南極プレートと太平洋プレートの境界である南極海および南極大陸ではいくつか活火山はあるが火山帯と呼ぶほどの並びは途絶えている。これはこの二つのプレートの相関が衝突（収束境界）ではなく横ずれ断層となっている為である。また北米の米国カリフォルニア州北部からメキシコ中部のナヤリット州にかけても火山が少ないが、これも南極・太平洋プレート境界同様に北米プレートと対峙する海洋プレートが横ずれ断層となっている為である。
環太平洋火山帯の東側の火山
- アリューシャン列島 火山の一覧#アラスカ州
- 北米大陸太平洋岸 特に米国北部
  - カナダの火山一覧（英語版）
  - アメリカ合衆国の火山一覧（英語版）
- メキシコ南部から中米
  - メキシコの火山一覧（英語版）
  - グアテマラの火山一覧（英語版）
  - エルサルバドルの火山一覧（英語版）
  - ホンデュラスの火山一覧（英語版）
  - ニカラグアの火山一覧（英語版）
  - コスタリカの火山一覧（英語版）
  - パナマの火山一覧（英語版）

南米アンデス山脈の三つの火山帯
- 北部: コロンビア南部からエクアドル
  - コロンビアの火山一覧（英語版）
  - エクアドルの火山一覧（英語版）
- 中部: ペルー南部からチリ北部
  - ペルーの火山一覧（英語版）
  - ボリビアの火山一覧（英語版）
  - チリの火山一覧（英語版）
- 南部: チリ中部、アルゼンチン西部
  - アルゼンチンの火山一覧

環太平洋火山帯の西側の火山
- カムチャッカ半島 火山の一覧#ロシア
- 千島列島 火山の一覧 (日本)#北方領土
- 日本列島 火山の一覧 (日本)
- 小笠原諸島 火山の一覧 (日本)#伊豆・小笠原諸島 - マリアナ諸島 火山の一覧#マリアナ諸島
- 南西諸島 火山の一覧 (日本)#南西諸島
- フィリピン諸島 火山の一覧#フィリピン
- スンダ列島（インドネシア） 火山の一覧#インドネシア
- ニューギニア島 火山の一覧#パプア・ニューギニア
- メラネシア 火山の一覧#南太平洋
- ポリネシア
- ニュージーランド列島 火山の一覧#ニュージーランド
- 南極大陸の火山一覧（英語版）

## 各地の地震活動

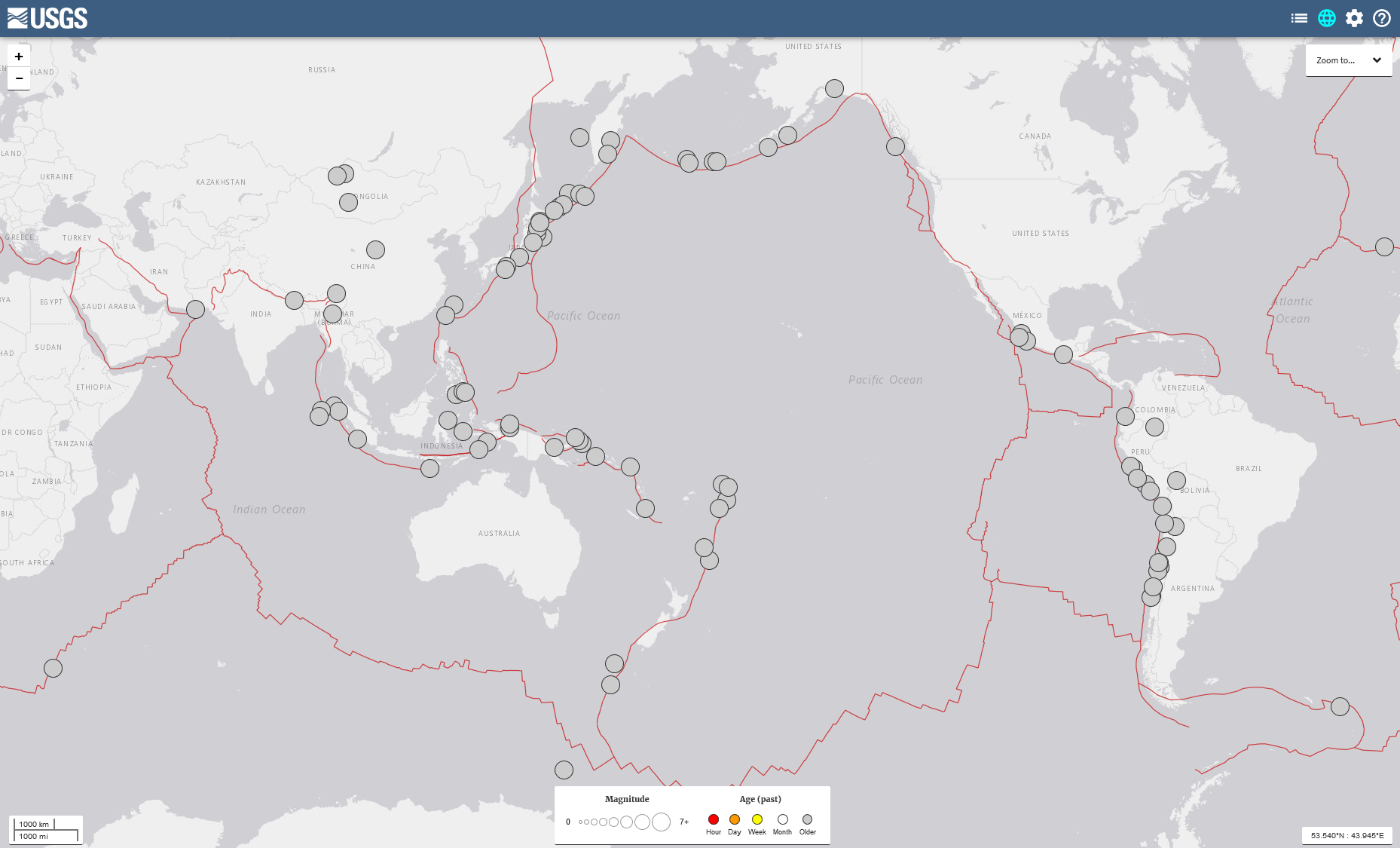
1900年以降のM8以上の地震

環太平洋火山帯は地震の多発地帯であり、地球上で発生する地震の約90%が環太平洋火山帯で発生しているとも言われている。特に大きな被害を発生しうるM8以上の巨大地震も大半が環太平洋火山帯で発生している。1900年以降2017年10月8日までにM8以上の地震が93回発生したが、そのうち82回は環太平洋火山帯で発生した。
東アジア - 東南アジア - オセアニア
- ロシアの地震一覧（英語版）
- 日本の地震年表
- 大韓民国の地震一覧
- 台湾の地震一覧
- フィリピンの地震一覧（英語版）
- インドネシアの地震一覧（英語版）
- パプアニューギニアの地震一覧（英語版）
- サモアの地震一覧（英語版）
- ソロモン諸島の地震一覧（英語版）
- トンガの地震一覧（英語版）
- フィジーの地震一覧（英語版）
- ニュージーランドの地震一覧（英語版）

北米 アラスカ - カナダ - 米国 - メキシコ - 中米
- アメリカ合衆国の地震一覧（英語版）
- カナダの地震一覧（英語版）
- メキシコの地震一覧（英語版）
- グアテマラの地震一覧（英語版）
- エルサルバドルの地震一覧（英語版）
- ホンジュラスの地震一覧
- ニカラグアの地震一覧（英語版）
- コスタリカの地震一覧（英語版）
- パナマの地震一覧（英語版）

南米
- コロンビアの地震一覧（英語版）
- エクアドルの地震一覧（英語版）
- ペルーの地震一覧
- ボリビアの地震一覧
- チリ地震
- アルゼンチンの地震一覧

南極大陸